# Monumento natural Dos Lagunas
El Monumento Natural Dos Lagunas es una área silvestre protegida del sur de Chile, ubicada en la Región de Aysén. Fue creado por el Decreto Supremo N° 160 del 13 de octubre de 1982, y tiene una superficie de 180.07 há.
Se encuentra a 20 km al oriente de la ciudad de Coyhaique, en la comuna del mismo nombre. El acceso terrestre es desde Coyhaique a través del camino internacional a Cochiquera Alto.
La zona es relativamente ventosa, con vientos predominantes del oeste, y precipitaciones que fluctúan entre los 500 y 700 mm al año, con nieve en invierno. Posee una temperatura media anual de 7 a 8 °C, con un promedio de 14 a 16 °C en período estival, donde las máximas pueden alcanzar hasta 30 °C.

## Ecología
Entre la fauna presente en Dos Lagunas se encuentran aves como el carpintero negro, el pitío, la cachaña, el zorzal patagónico, la tagua y el cisne de cuello negro. Los mamíferos están representados por el zorro colorado, el zorrino de la Patagonia y el quirquincho grande.
La flora se caracteriza por ser una formación vegetacional correspondiente al bosque caducifolio de Aysén, siendo las especies más representativas el ñirre, el calafate, la frutilla chilena y el pasto miel.

## Visitantes
Este monumento natural recibe una pequeña cantidad de visitantes chilenos y extranjeros cada año.
| Año         | 2012  | 2013  | 2014  | 2015  | 2016  | 2017  | 2018  | 2019  | 2020  | 2021  | 2022  | 2023  | 2024  |
| ----------- | ----- | ----- | ----- | ----- | ----- | ----- | ----- | ----- | ----- | ----- | ----- | ----- | ----- |
| chilenos    | 1.072 | 1.367 | 1.515 | 2.465 | 2.153 | 2.262 | 3.339 | 4.025 | 1.962 | 2.417 | 3.040 | 3.506 | 2.576 |
| extranjeros | 7     | 36    | 37    | 54    | 25    | 101   | 150   | 144   | 22    | 4     | 75    | 102   | 62    |
| Total       | 1.079 | 1.403 | 1.552 | 2.519 | 2.178 | 2.363 | 3.489 | 4.169 | 1.984 | 2.421 | 3.115 | 3.608 | 2.638 |